# Vadharava
Vadharava fou un estat tributari protegit de l'agència de Kathiawar, presidència de Bombai.
Kanyaji, fundador de la casa de Morvi, va deixar 8 fills:
- Kumar Shri Tejmalji Kanyaji, premort
- Thakur Sahib Aliaji Kanyaji, successor a Morvi
- Kumar Shri Bhimji Kanyaji de Gugan, va rebre els pobles de Jetpur al riu Machhu i Sultanpur a Morvi.
- Kumar Shri Lakhaji Kanyaji, va rebre Lakadia, Nagdavas, Gharana i Bahadurgadh a Morvi, Manaba a Vagad, i altres pobles.
- Kumar Shri Raysangji Kanyaji de Kumbharia (a Vagad).
- Thakur Saheb Modaji Kanyaji, va rebre Malia, Khakhrechi i Vadharava a Macchu Kantha i el poble de Vandhya i l'àrea de Bhimadevka de Fulpara-Sikarpur a Vagad
- Kumar Shri Ranmalji Kanyaji de Kumbharia (Machhu) i Laliana (Vagad)
- Kumar Shri Ramsangaji Kanyaji de Jangi (Vagad).

Modaji Kanyaji es va fer independent però va tenir la seva capital a Vadharva i només un delegat a Malia. Quan Kanoji va morir la successió a Malia la va recollir el seu germà Nathaji (que tenia Wandhia), mentre els fills de Madoji van conservar Vadharva o Vadharava. Aquest principat es va fraccionar en quatre parts amb un germà amb dos cinquenes parts i els altres una cinquena cadascun.